# Jota (Fußballspieler, 1999)
Jota (* 30. März 1999 in Lissabon; bürgerlich João Pedro Neves Filipe, auch geführt als João Filipe) ist ein portugiesischer Fußballspieler.

## Karriere

### Im Verein
Jota spielte seit 2007 für die Nachwuchsteams von Benfica Lissabon. Am 23. Januar 2017 debütierte er für die B-Mannschaft des Vereins in der Segunda Liga. Sein erstes Spiel für die Profimannschaft absolvierte er beim 3:0-Pokalsieg beim Drittligisten FC Sertanense. Anfang Februar 2019 wurde er in den Kader der ersten Mannschaft berufen. Am 24. Februar 2019 debütierte er im Rahmen eines 4:0-Sieges gegen GD Chaves in der Primeira Liga.
Am 1. September 2021 wechselte Jota auf Leihbasis für die Saison 2021/22 zum schottischen Erstligisten Celtic Glasgow. Zur Saison 2022/23 wurde er fest verpflichtet und mit einem Vertrag bis zum 30. Juni 2027 ausgestattet.
Am 3. Juli 2023 bestätigte Ittihad FC aus der Saudi Professional League die Verpflichtung von Jota für 25 Millionen Pfund. Bereits ein Jahr später kehrte Jota nach Europa zurück und schloss sich Stade Rennes an.
Im Januar 2025 wechselte Jota für eine Ablösesumme von 10 Millionen Pfund zu Celtic Glasgow.

### In der Nationalmannschaft
Jota durchlief die portugiesischen Jugendnationalmannschaften. Mit der U17-Auswahl gewann er die U17-EM 2016 und mit der U19-Nationalmannschaft die U19-EM 2018. Bei letzterer wurde er mit fünf Turniertoren Torschützenkönig.

## Titel

### Im Verein
Portugal
- Supercupsieger: 2019

Schottland
- Meister (3): 2022, 2023, 2025
- Pokalsieger: 2023
- Ligapokalsieger (2): 2022, 2023

### In der Nationalmannschaft
- U19-Europameister: 2018
- U17-Europameister: 2016

### Persönliche Auszeichnungen
- Torschützenkönig der U19-Europameisterschaft 2018
- Scottish Premiership Player of the Month: Oktober 2021, November 2021, April 2022